# あなたお医者さま?
『あなたお医者さま?』（あなたおいしゃさま?、原題：Are You a Doctor?）は、アメリカの小説家レイモンド・カーヴァーの短編小説。

## 概要
『フィクション』1, No.4（1973年）に掲載された。カーヴァーの最初の短編集である『頼むから静かにしてくれ』（マグロー・ヒル社、1976年3月9日）に収録。また、『プライズ・ストーリーズ 1975』に収録された。
日本語版は『海』1983年5月号が初出。翻訳は村上春樹。それから間もなくして、村上が作品のセレクトを行った短編集『ぼくが電話をかけている場所』（中央公論社、1983年7月25日）に収録される。
『THE COMPLETE WORKS OF RAYMOND CARVER 1　頼むから静かにしてくれ』（同社、1991年2月20日）および、12編の作品から成る『Carver's Dozen レイモンド・カーヴァー傑作選』（同社、1994年12月7日）に収録。
村上は上記『頼むから静かにしてくれ』の解題で次のように述べている。「この作品集の中でも私がいちばん好きな作品のひとつ。（中略） 私は思うのだけれど、こういう話は平明な言葉を使って書くからこそ面白く、また意味もあるのだ。余計な修飾や、思わせぶりな感情移入のない、いさぎよいまでにノー・フリルの文章の味を味わっていただきたいと思う」

## あらすじ
電話のベルが鳴ったので、彼は急ぎ足で書斎を出た。時計は10時をまわっていたから、それは妻からの電話のはずだった。妻はバイヤーの仕事をしていて、その週はずっと仕事で家を離れていた。
「どちら様ですか？」と女が尋ねた。「さあ、そちらこそどちら様ですか？」と彼は言った。女は仕事から帰ると彼の自宅の番号が書きつけてあるメモを見つけ、それでかけたのだという。
「なんていうお名前？ よろしかったら教えていただける？」
「アーノルドです」と彼は答えた。女の名前はクララ・ホルトといった。
「どこかでお会いできないかしら、アーノルド？ 私は本当は全部しゃべったってわけじゃないの。まだかくしていることがあるのよ」と女が言った。「なんだって？」と彼が聞き返すと電話はもう切れていた。
寝支度をしていると、妻から電話がかかってきた。そのあとにまた電話のベルが鳴った。「アーノルド、電話が切れちゃってごめんなさいね。さっきも言ったように、私たち会うべきだと思うの」